# Hamarat
Hamarat è un comune dell'Azerbaigian situato nel distretto di Lerik. Conta una popolazione di 894 abitanti.